# 오사리자와정
오사리자와정(尾去沢町) 아키타현 가즈노군에 있었던 정이다. 1972년 4월 1일 가즈노군 하나와정·도와다정·하치만타이촌을 합병해 가즈노시가 발족하여 같은 날 오사리자와정이 폐지되었다.